# Santok (gmina)
Santok – gmina wiejska w województwie lubuskim, w powiecie gorzowskim. W latach 1975–1998 gmina położona była w województwie gorzowskim. Siedzibą gminy jest Santok.
Według danych z 31 sierpnia 2015 gminę zamieszkiwały 8193 osoby.
Na terenie gminy funkcjonuje lądowisko Lipki Wielkie.

## Ochrona przyrody
Na obszarze gminy częściowo znajduje się rezerwat przyrody Buki Zdroiskie chroniący fragment lasu bukowego, porastający zbocza wąwozu rzeki Santoczna.

## Struktura powierzchni
Według danych z roku 2002 gmina Santok ma obszar 168,3 km², w tym:
- użytki rolne: 51%
- użytki leśne: 35%

Gmina stanowi 13,93% powierzchni powiatu.

## Demografia

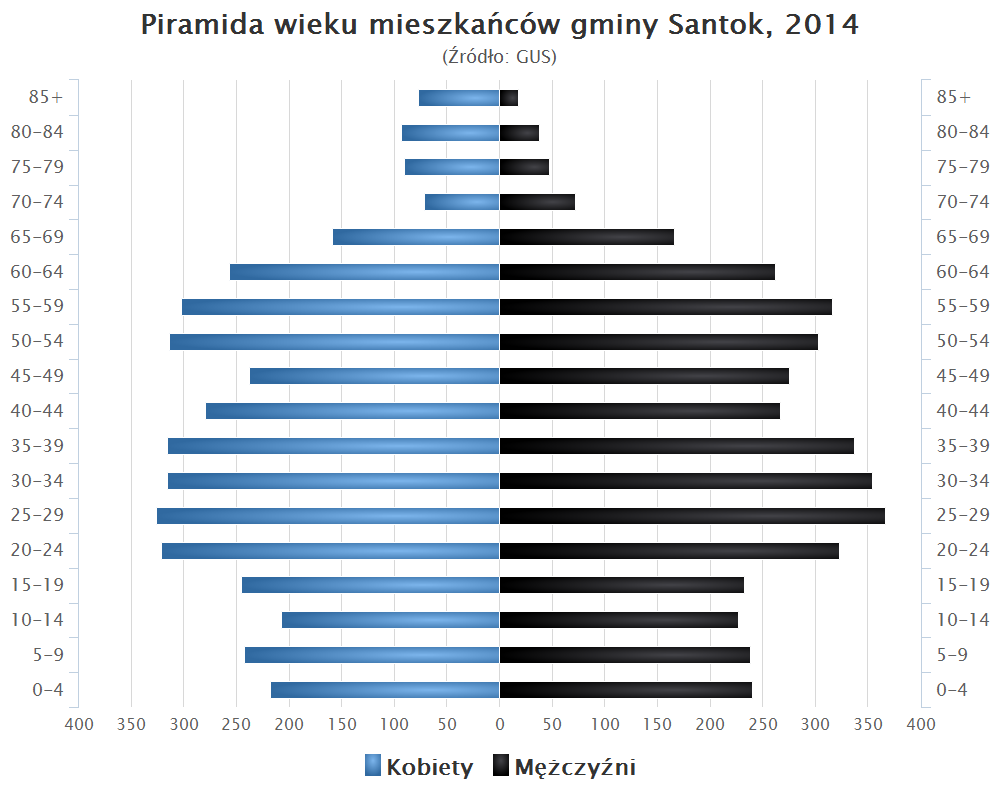
Piramida wieku mieszkańców gminy Santok w 2014 roku

Dane z 30 czerwca 2004:
| Opis                              | Ogółem | Ogółem | Kobiety | Kobiety | Mężczyźni | Mężczyźni |
| --------------------------------- | ------ | ------ | ------- | ------- | --------- | --------- |
| jednostka                         | osób   | %      | osób    | %       | osób      | %         |
| populacja                         | 7547   | 100    | 3785    | 50,2    | 3762      | 49,8      |
| gęstość zaludnienia (mieszk./km²) | 44,8   | 44,8   | 22,5    | 22,5    | 22,4      | 22,4      |

## Sąsiednie gminy
Deszczno, Drezdenko, Gorzów Wielkopolski, Kłodawa, Skwierzyna, Strzelce Krajeńskie, Zwierzyn.